# Faugères (Ardèche)
Pour les articles homonymes, voir Faugères.
Faugères est une commune française située dans le département de l'Ardèche, en région Auvergne-Rhône-Alpes.

## Géographie

### Communes limitrophes
Faugères est entourée de cinq  communes, toutes situées dans le département de l'Ardèche et réparties géographiquement de la manière suivante :

### Climat
Pour des articles plus généraux, voir Climat d'Auvergne-Rhône-Alpes et Climat de l'Ardèche.
En 2010, le climat de la commune est de type climat méditerranéen franc, selon une étude du CNRS s'appuyant sur une série de données couvrant la période 1971-2000. En 2020, Météo-France publie une typologie des climats de la France métropolitaine dans laquelle la commune est exposée à un climat de montagne ou de marges de montagne et est dans une zone de transition entre les régions climatiques « Provence, Languedoc-Roussillon » et « Sud-est du Massif Central ».
Pour la période 1971-2000, la température annuelle moyenne est de 11,6 °C, avec une amplitude thermique annuelle de 17,1 °C. Le cumul annuel moyen de précipitations est de 1 406 mm, avec 8,4 jours de précipitations en janvier et 4,7 jours en juillet. Pour la période 1991-2020, la température moyenne annuelle observée sur la station météorologique de Météo-France la plus proche, « Lablachère Drome », sur la commune de Lablachère à 6 km à vol d'oiseau, est de 13,5 °C et le cumul annuel moyen de précipitations est de 1 142,0 mm,. Pour l'avenir, les paramètres climatiques de la commune estimés pour 2050 selon différents scénarios d'émission de gaz à effet de serre sont consultables sur un site dédié publié par Météo-France en novembre 2022.

### Paysages
Paysage de collines et vallons avec une adaptation à la pente par la création de nombreuses terrasses (ou faïsses en ardéchois).

## Urbanisme

### Typologie
Au 1er janvier 2024, Faugères est catégorisée commune rurale à habitat très dispersé, selon la nouvelle grille communale de densité à 7 niveaux définie par l'Insee en 2022.
Elle est située hors unité urbaine et hors attraction des villes,.

### Occupation des sols

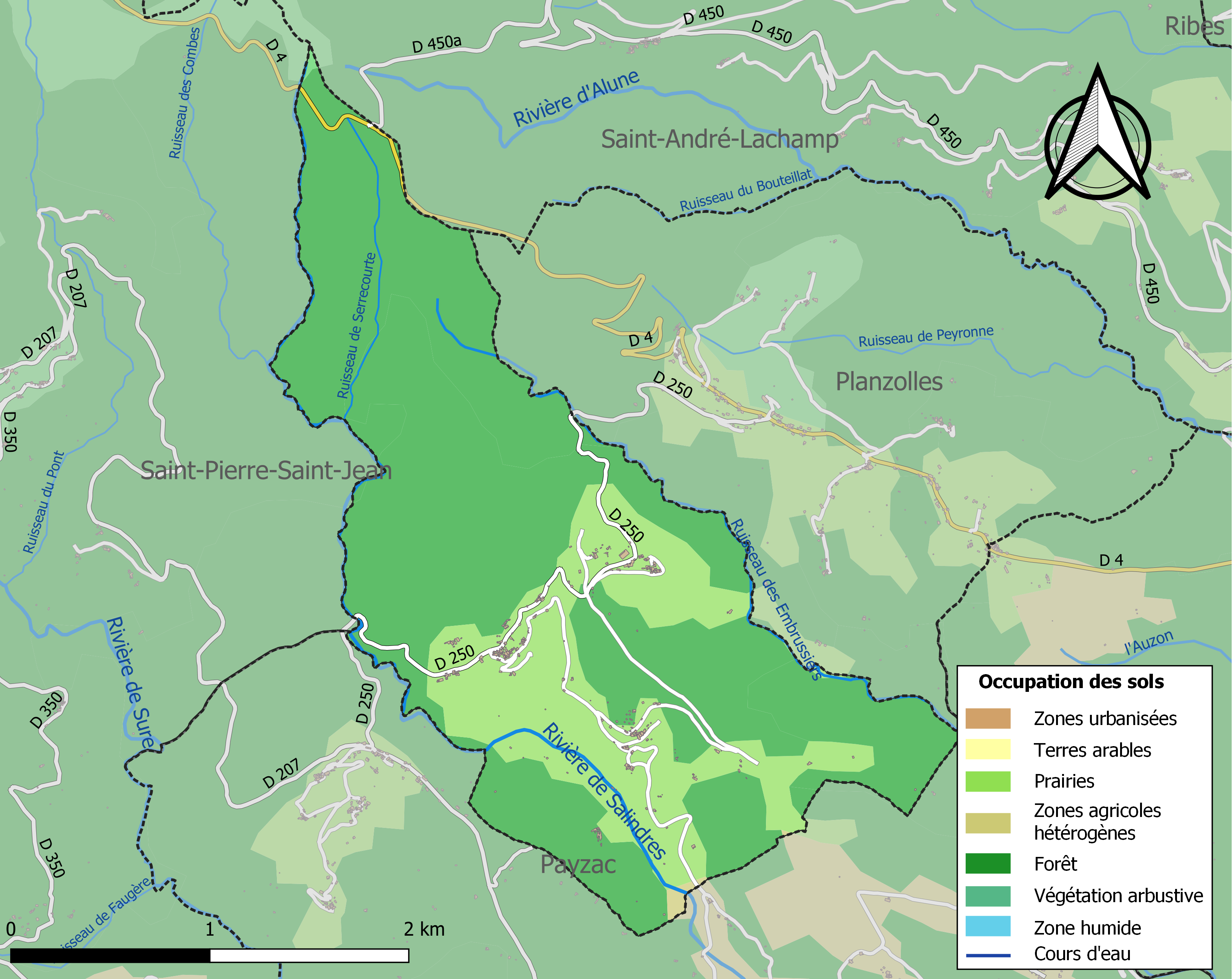
Carte des infrastructures et de l'occupation des sols de la commune en 2018 (CLC).

L'occupation des sols de la commune, telle qu'elle ressort de la base de données européenne d’occupation biophysique des sols Corine Land Cover (CLC), est marquée par l'importance des forêts et milieux semi-naturels (74,9 % en 2018), une proportion identique à celle de 1990 (74,9 %). La répartition détaillée en 2018 est la suivante : 
forêts (74,7 %), prairies (24,8 %), zones agricoles hétérogènes (0,4 %), milieux à végétation arbustive et/ou herbacée (0,1 %).
L'évolution de l’occupation des sols de la commune et de ses infrastructures peut être observée sur les différentes représentations cartographiques du territoire : la carte de Cassini (XVIIIe siècle), la carte d'état-major (1820-1866) et les cartes ou photos aériennes de l'IGN pour la période actuelle (1950 à aujourd'hui).

### Habitat et logement
En 2020, le nombre total de logements dans la commune était de 158, alors qu'il était de 149 en 2015 et de 139 en 2010.
Parmi ces logements, 35,7 % étaient des résidences principales, 61,1 % des résidences secondaires et 3,2 % des logements vacants. Ces logements étaient pour 86 % d'entre eux des maisons individuelles et pour 12,7 % des appartements.
Le tableau ci-dessous présente la typologie des logements à Faugères en 2020 en comparaison avec celle de l'Ardèche et de la France entière. Une caractéristique marquante du parc de logements est ainsi une proportion de résidences secondaires et logements occasionnels très importante, (61,1 %),  supérieure à celle du département (17,8 %) et à celle de la France entière (9,7 %). Concernant le statut d'occupation de ces logements, 76,7 % des habitants de la commune sont propriétaires de leur logement (76,8 % en 2015), contre 67,1 % pour l'Ardèche et 57,5 pour la France entière.
| Typologie                                               | Faugères | Ardèche | France entière |
| ------------------------------------------------------- | -------- | ------- | -------------- |
| Résidences principales (en %)                           | 35,7     | 72,4    | 82,1           |
| Résidences secondaires et logements occasionnels (en %) | 61,1     | 17,8    | 9,7            |
| Logements vacants (en %)                                | 3,2      | 9,7     | 8,2            |

## Histoire
- En 1790, la commune de Saint-Genest-de-Beauzon est détaché de celle de Faugères[réf. nécessaire].

L'église porte le patronyme de saint Théofréde, rattachant sans doute la paroisse à l'abbaye de Saint Chaffre ( Théofrède d'Orange).

## Politique et administration

### Rattachements administratifs et électoraux

#### Rattachements administratifs
La commune se trouve dans l'arrondissement de Largentière du département de l'Ardèche.
Elle faisait partie depuis 1793 du canton de Joyeuse. Dans le cadre du redécoupage cantonal de 2014 en France, cette circonscription administrative territoriale a disparu, et le canton n'est plus qu'une circonscription électorale.

#### Rattachements électoraux
Pour les élections départementales, la commune fait partie depuis 2014 du canton des Cévennes ardéchoises
Pour l'élection des députés, elle fait partie de la troisième circonscription de l'Ardèche.

### Intercommunalité
Faugères est membre depuis fin 1996  de la communauté de communes du Pays Beaume-Drobie, un établissement public de coopération intercommunale (EPCI) à fiscalité propre créé en 1994 et auquel la commune a transféré un certain nombre de ses compétences, dans les conditions déterminées par le code général des collectivités territoriales.

### Liste des maires
| Période                                  | Période                        | Identité          | Étiquette | Qualité |
| ---------------------------------------- | ------------------------------ | ----------------- | --------- | --- |
| Les données manquantes sont à compléter. |                                |                   |           | |
|                                          |                                |                   |           | |
| 30 août 1896                             | 5 octobre 1902                 | Rémy Rouvier      |           | |
| 5 octobre 1902                           | 15 mai 1904                    | Maurice Paladel   |           | |
| 15 mai 1904                              | 17 mai 1908                    | Rémy Rouvier      |           | |
| 17 mai 1908                              | 29 novembre 1914               | Louis Arnal       |           | |
| 29 novembre 1914                         | 15 mai 1915                    | Ferdinand Guigon  |           | Fonction de maire |
| 10 décembre 1919                         | 1er septembre 1944             | Firmin Deschanel  |           | |
| 1er septembre 1944                       |                                | Arsène Nègre      |           | Président du Comité local de Libération qui destitue le conseil municipal de ses fonctions                                                                        |
| 23 novembre 1944                         |                                |                   |           | - Approbation du Comité local de Libération par le Comité départemental de Libération, - dissolution du Conseil municipal - Institution d'une délégation spéciale |
| 28 mai 1945                              | 21 mars 1959                   | Firmin Deschanel  |           | |
| 21 mars 1959                             | 24 mars 1989                   | Clovis Paladel    |           | |
| 24 mars 1989                             | 23 juin 1995                   | Jean Fayolle      |           | |
| 23 juin 1995                             | 24 mars 2001                   | Jean Pascal       |           | |
| mars 2001                                | mai 2020                       | Christian Paladel |           | Ouvrier (secteur privé) |
| mai 2020                                 |                                | Michel Di Vuolo   |           | Professeur des écoles ou instituteur ou assimilé Démissionnaire                                                                                                   |
| octobre 2023                             | En cours (au 30 novembre 2023) | Philippe Gontier  |           | Commerçant ou assimilé |

## Équipements et services publics

### Enseignement
La commune est rattachée à l'académie de Grenoble.
Faugères étant dépourvu d'école publique, less enfants sont scolarisés dans les communes voisines de Payzac (à 5 km de Faugères), qui comprend 3 classes de la maternelle au CM2 ou à l’école primaire publique de Lablachère (à 10 km de Faugères) qui comprend 6 classes de la maternelle au CM2

## Population et société

### Démographie
L'évolution du nombre d'habitants est connue à travers les recensements de la population effectués dans la commune depuis 1793. Pour les communes de moins de 10 000 habitants, une enquête de recensement portant sur toute la population est réalisée tous les cinq ans, les populations de référence des années intermédiaires étant quant à elles estimées par interpolation ou extrapolation. Pour la commune, le premier recensement exhaustif entrant dans le cadre du nouveau dispositif a été réalisé en 2007.

En 2022, la commune comptait 113 habitants, en évolution de +7,62 % par rapport à 2016 (Ardèche : +2,48 %, France hors Mayotte : +2,11 %).
| 1793 | 1800 | 1806 | 1821 | 1831 | 1836 | 1841 | 1846 | 1851 |
| ---- | ---- | ---- | ---- | ---- | ---- | ---- | ---- | ---- |
| 400  | 366  | 402  | 389  | 440  | 440  | 416  | 416  | 429  |

| 1856 | 1861 | 1866 | 1872 | 1876 | 1881 | 1886 | 1891 | 1896 |
| ---- | ---- | ---- | ---- | ---- | ---- | ---- | ---- | ---- |
| 388  | 369  | 352  | 344  | 352  | 362  | 350  | 352  | 330  |

| 1901 | 1906 | 1911 | 1921 | 1926 | 1931 | 1936 | 1946 | 1954 |
| ---- | ---- | ---- | ---- | ---- | ---- | ---- | ---- | ---- |
| 270  | 280  | 245  | 219  | 211  | 206  | 194  | 165  | 153  |

| 1962 | 1968 | 1975 | 1982 | 1990 | 1999 | 2006 | 2007 | 2012 |
| ---- | ---- | ---- | ---- | ---- | ---- | ---- | ---- | ---- |
| 129  | 122  | 122  | 120  | 106  | 101  | 91   | 90   | 108  |

| 2017 | 2022 | - | - | - | - | - | - | - |
| ---- | ---- | - | - | - | - | - | - | - |
| 100  | 113  | - | - | - | - | - | - | - |

### Médias
La commune est située dans la zone de distribution de deux organes locaux de la presse écrite :
- L'Hebdo de l'Ardèche

Il s'agit d'un journal hebdomadaire français basé à Valence et couvrant l'actualité de tout le département de l'Ardèche.
- Le Dauphiné libéré

Il s'agit d'un journal quotidien de la presse écrite française régionale distribué dans la plupart des départements de l'ancienne région Rhône-Alpes, notamment l'Ardèche. La commune est située dans la zone d'édition d'Aubenas et Privas-Vallée du Rhône.

## Culture locale et patrimoine

### Lieux et monuments
- Architecture typique avec des calades, des ruelles, des maisons en grès et schiste ainsi que de nombreuses terrasses et des vestiges du château-prieuré.
- L'église Saint-Théobald est placée sous le vocable de Saint Théofrède[21]. Elle dépendait de l'abbaye bénédictine de Saint-Chaffre.
- L'église Saint-Hippolyte de Brès.

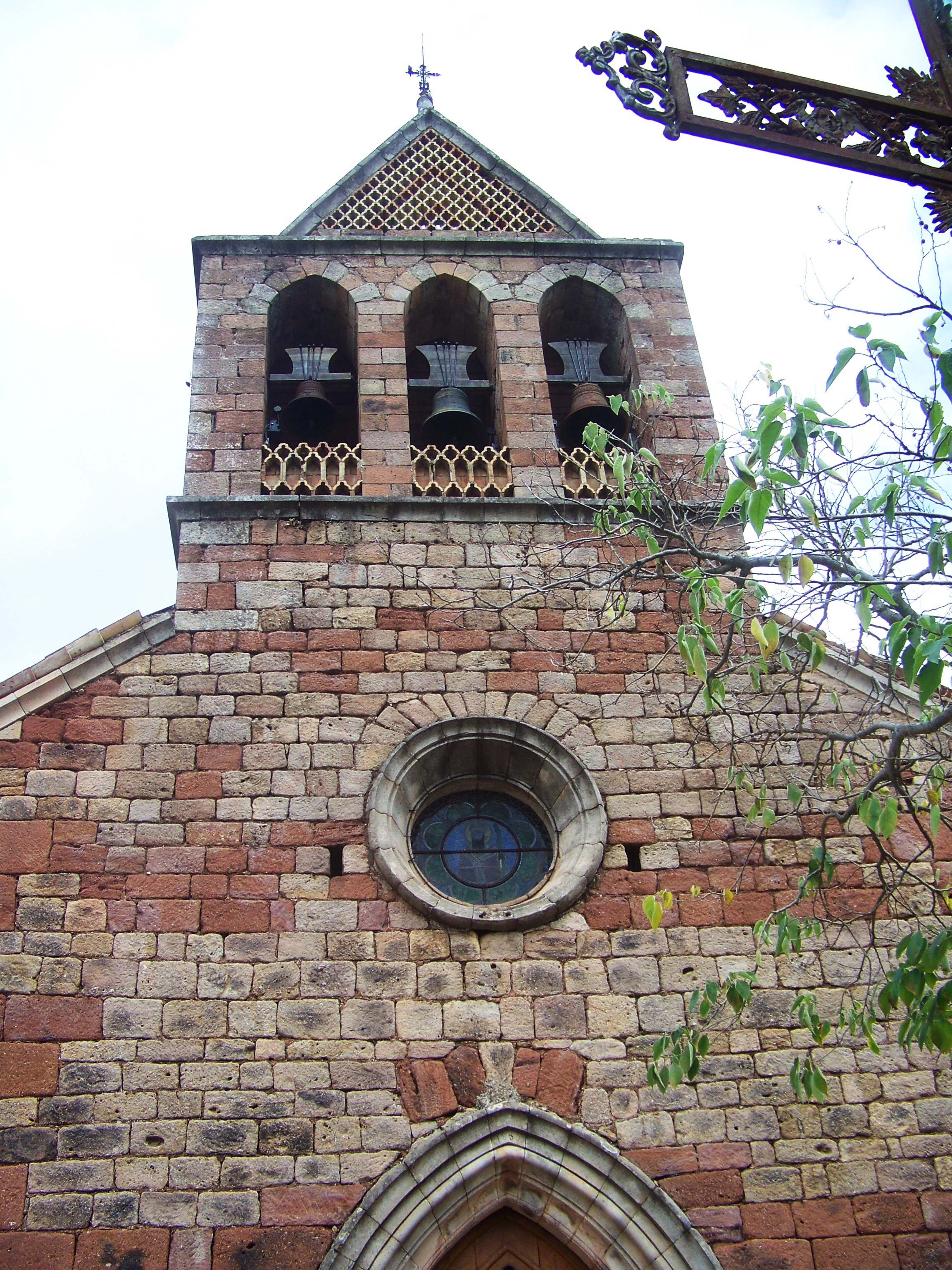
Église Saint-Hyppolite de Brés
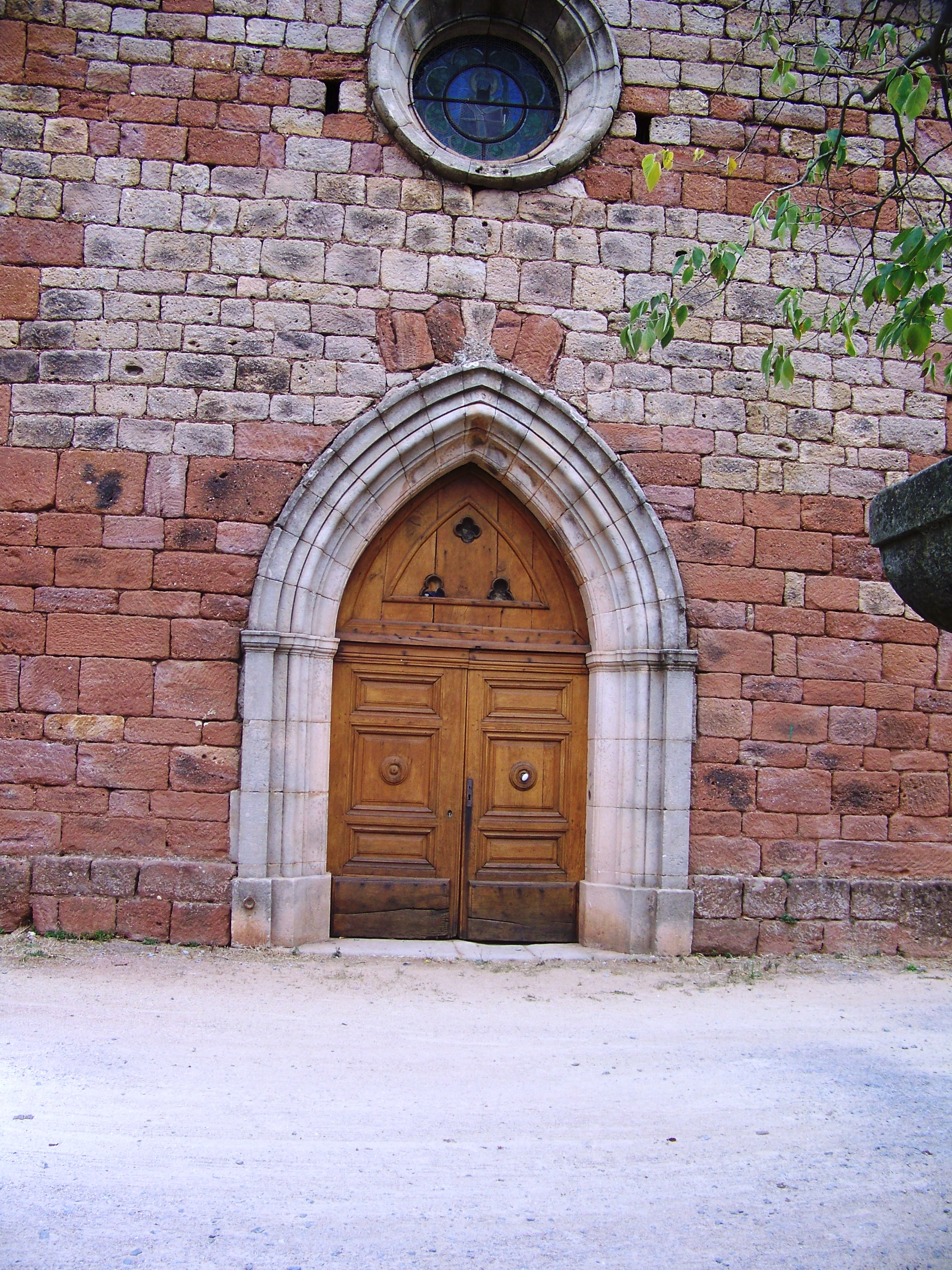
... et son porche
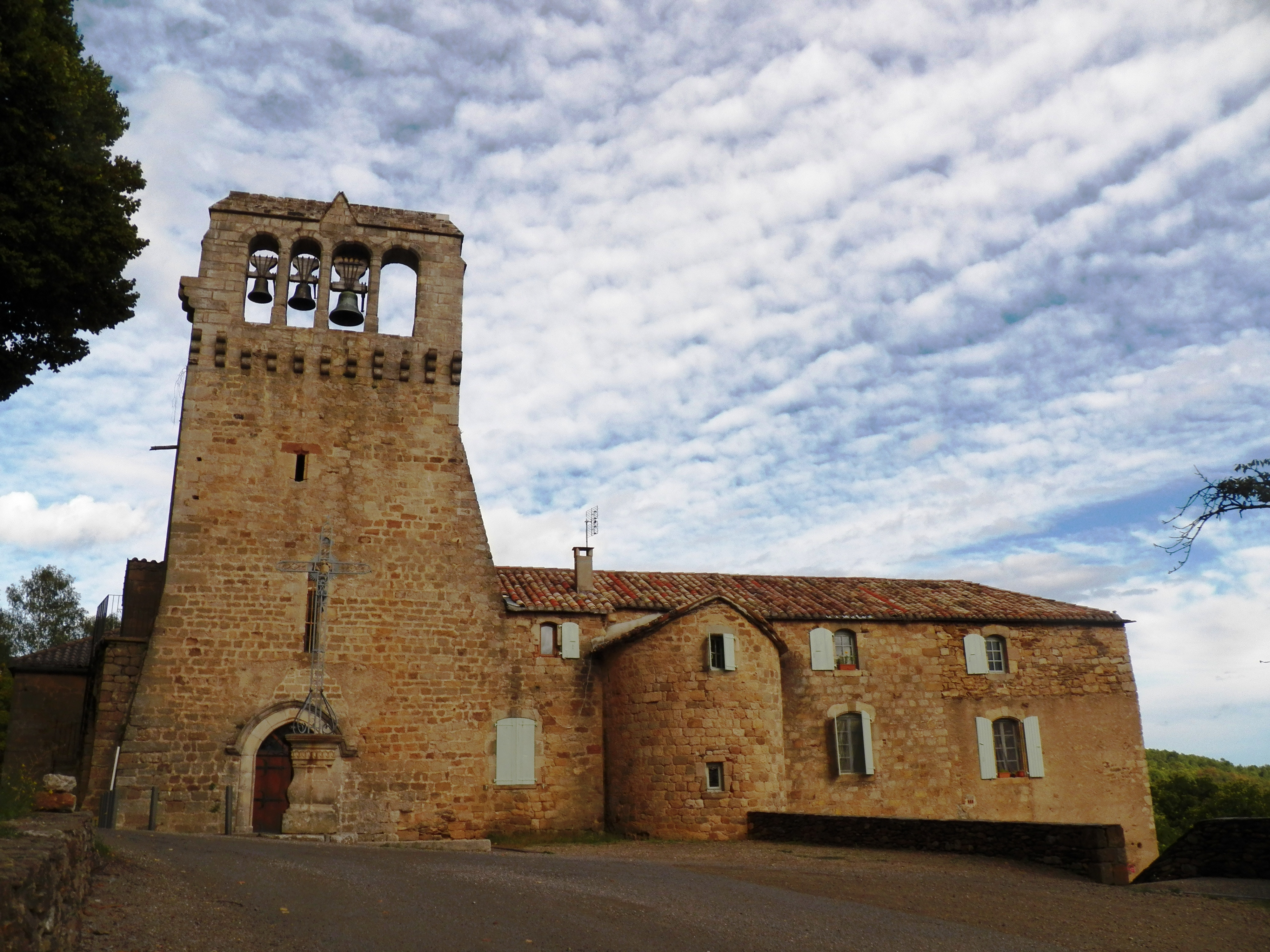
L'église Saint-Théofrède de Faugères
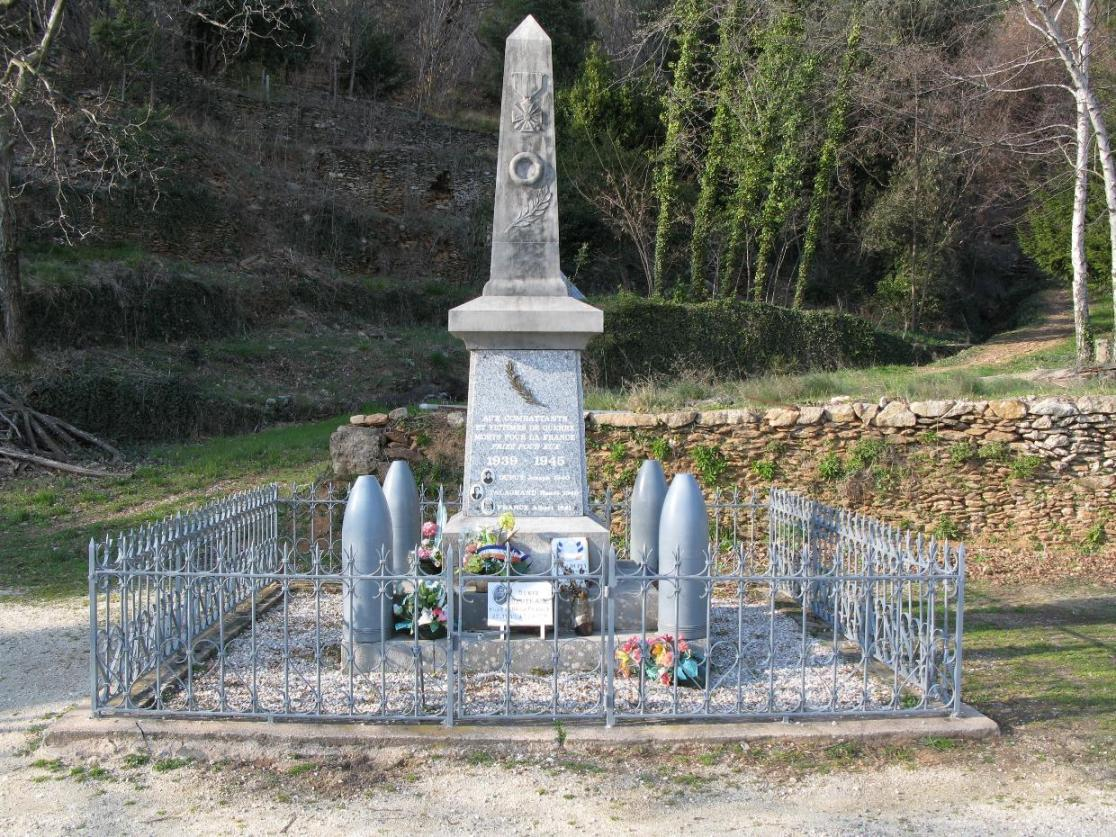
Monument aux morts.

### Héraldique
| Blason de Faugères | Blason  | D'azur au clocher-mur du lieu d'or, ajouré de quatre baies du champ, mouvant de la pointe, adextré d'une bogue de châtaignier feuillée de deux pièces de gueules et à la plante de fougère du même brochant en pointe. |
| Blason de Faugères | Détails | Armes parlantes (Faugères = fougères). Le statut officiel du blason reste à déterminer. |